# Mamer (rijeka)
Mamer je rijeka koja teče kroz Luksemburg, spajajući se s Alzette kod Merscha. Protječe kroz gradove Mamer i Kopstal. Vode rijeke preko rijeka Sauer, Moselle i Rajna otječu u Sjeverno more.

## Vanjske poveznice
|  | Zajednički poslužitelj ima još gradiva o temi Mamer (rijeka) |